# تپه آسیاب
تپه آسیاب مربوط به دوره اشکانیان - دوره ساسانیان است و در شهرستان جاجرم، بخش مرکزی، دهستان گلستان، ورودی روستای برزنه واقع شده و این اثر در تاریخ ۲۶ اسفند ۱۳۸۶ با شمارهٔ ثبت ۲۲۲۴۸ به‌عنوان یکی از آثار ملی ایران به ثبت رسیده‌است.